# Laurens Bart
Laurens Bart (Brugge, ca. 1475 - 1538) was een Brugs dichter en schilder.

## Levensloop
Bart werd in 1509 lid van de Brugse gilde van beeldenmakers en schilders. Hij trouwde met Maria Goossins en ze kregen zes kinderen, onder wie de schilder Olivier Bart en Maria Bart, die trouwde met Jacob Finson en de moeder werd van de meester-schilder Lodewijk Finson.
In de gilde van de schilders en beeldenmakers was hij van 1528/29 lid van het bestuur. Hij voerde verschillende schilderwerken uit in de Sint-Gilliskerk.
Als dichter was hij bekend aan de historicus Jacob De Meyere. Eduard de Dene van zijn kant noemde hem een excellente dichter. Van zijn literaire productie zijn slechts twee religieuze liederen bewaard. Ze werden in 1539 gepubliceerd in Antwerpen, in een Devoot en profijtelijk boecksken.
In opdracht van het Brugse stadsbestuur schreef Bart twee toneelstukken ter gelegenheid van de rederijkersfeesten van 1517 in Brugge, ter begroeting van de rederijkerskamers die uit andere steden kwamen. Hij was zelf lid van de Brugse rederijkerskamer van de Heilige Geest en zijn portret hing in de vergaderzaal van de vereniging.